# Heintze-Karcher-Ungleichung
In der Differentialgeometrie, einem Teilgebiet der Mathematik, gibt die nach Ernst Heintze und Hermann Karcher benannte Heintze-Karcher-Ungleichung eine Abschätzung für das Volumen eines Gebietes in Abhängigkeit von der mittleren Krümmung des Randes und der Ricci-Krümmung der umgebenden Mannigfaltigkeit.
Sei {\displaystyle M} eine Riemannsche Mannigfaltigkeit mit nichtnegativer Ricci-Krümmung {\displaystyle Ric\geq 0}, und sei {\displaystyle \Omega \subset M} eine zusammenhängende Teilmenge mit zweimal stetig differenzierbarem Rand {\displaystyle \partial \Omega } von positiver mittlerer Krümmung {\displaystyle H>0}. Dann gilt für das Volumen von {\displaystyle \Omega } die Ungleichung
{\displaystyle Vol(\Omega )\leq {\frac {n-1}{n}}\int _{\partial \Omega }{\frac {1}{H}}dvol}
und Gleichheit gilt nur, wenn {\displaystyle \Omega } isometrisch zu einer Vollkugel im euklidischen Raum {\displaystyle \mathbb {R} ^{n}} ist.